# Politbureau 1976
Hieronder de samenstelling van het Politbureau van het Centraal Comité van de Communistische Partij van de Sovjet-Unie (stemhebbende leden), in 1976.

## Samenstelling
| Afbeelding | persoon                     |
| ---------- | --------------------------- |
|            | Joeri Andropov              |
|            | Leonid Brezjnev             |
|            | Andrej Gretsjko             |
|            | Viktor Grisjin              |
|            | Andrej Gromyko              |
|            | Michail Soeslov             |
|            | Andrej Pavlovitsj Kirilenko |
|            | Aleksej Kosygin             |
|            | Fjodor Koelakov             |
|            | Dinmoechamed Koenajev       |
|            | Kirill Mazoerov             |
|            | Dmitri Oestinov             |
|            | Arvid Pelsje                |
|            | Nikolaj Podgorny            |
|            | Grigori Romanov             |
|            | Arvids Pelse                |
|            | Michail Soeslov             |
|            | Vladimir Sjtsjerbitski      |

### Tussentijdse mutaties (27 november 1978)
| Afbeelding | persoon               |
| ---------- | --------------------- |
|            | Konstantin Tsjernenko |

### Tussentijdse mutaties (27 november 1979)
| Afbeelding | persoon          |
| ---------- | ---------------- |
|            | Nikolaj Tichonov |

### Tussentijdse mutaties (21 oktober 1980)
| Afbeelding | persoon            |
| ---------- | ------------------ |
|            | Michail Gorbatsjov |

## Verwijzingen
1. ↑  Ontheven 21-10-1980
2. ↑  Ontheven 27-11-1978
3. ↑  Ontheven 24-05-1977